# Рио-Вьехо
Рио-Вьехо (исп. Río Viejo) — город и муниципалитет на севере Колумбии, на территории департамента Боливар.

## История
Поселение, из которого позднее вырос город, было основано в 1785 году рыбаками и первоначально называлось Сан-Педро-Апостоль. Муниципалитет Рио-Вьехо был выделен в отдельную административную единицу в 1982 году.

## Географическое положение

Муниципалитет Рио-Вьехо

Город расположен в восточной части департамента, на левом берегу рукава Моралес реки Магдалена, на расстоянии приблизительно 266 километров к юго-востоку от города Картахена, административного центра департамента. Абсолютная высота — 19 метров над уровнем моря.

Муниципалитет Рио-Вьехо граничит на севере с территориями муниципалитетов Рехидор и Сан-Мартин-де-Лоба, на западе — с муниципалитетами Тикисио и Нороси, на юго-западе — с муниципалитетом Монтекристо, на юге — с муниципалитетами Ареналь и Моралес, на востоке — с территорией департамента Сесар. Площадь муниципалитета составляет 1414 км².

## Население
По данным Национального административного департамента статистики Колумбии, совокупная численность населения города и муниципалитета в 2015 году составляла 18 076 человек.
Динамика численности населения муниципалитета по годам:
| 2005   | 2006   | 2007   | 2008   | 2009   | 2010   | 2011   | 2012   | 2013   | 2014   | 2015   |
| ------ | ------ | ------ | ------ | ------ | ------ | ------ | ------ | ------ | ------ | ------ |
| 21 060 | 21 204 | 21 420 | 16 208 | 16 452 | 16 708 | 16 974 | 17 242 | 17 512 | 17 791 | 18 076 |

Согласно данным переписи 2005 года мужчины составляли 54,7 % от населения Рио-Вьехо, женщины — соответственно 45,3 %. В расовом отношении белые и метисы составляли 70,2 % от населения города; негры, мулаты и райсальцы — 29,8 %.
Уровень грамотности среди всего населения составлял 75,3 %.

## Экономика
Основу экономики Рио-Вьехо составляют сельское хозяйство, рыболовство и горнодобывающая промышленность.

51,3 % от общего числа городских и муниципальных предприятий составляют предприятия торговой сферы, 44,7 % — предприятия сферы обслуживания, 3 % — промышленные предприятия, 1 % — предприятия иных отраслей экономики.